# Король мавп перемагає демона
«Король мавп перемагає демона» (кит.: 西遊記 孫悟空対白骨婦人) — китайський художній фільм на дунхуа 1985 року, знятий Те Веєм, Лінь Вень Сяо та Дін Сянь Яном і створений Шанхайською студією анімаційних фільмів. Фільм є вільним продовженням фільму «Погром на небесах» і адаптує пізніші епізоди китайського роману «Подорож на Захід» XVI століття.

## Сюжет
Як покарання за повстання проти небес Сунь Укун, Король мавп, був у пастці під горою на 500 років, поки йому не допоміг чернець Тан Саньцзан. Вони починають поважати один одного, і Король Мавп вирішує допомогти йому в його паломництві на Захід і стати його учнем. По дорозі до них приєднуються Пігсі та Сенді.
Тим часом група демонів планує напасти на ченця Танга та з’їсти його тіло, оскільки вони вірять, що це дасть їм безсмертя. Демон білої кістки, Байгуцзин, прибуває і попереджає їх, що Король Мавп є учнем ченця, і що він є дуже могутнім противником. Хоча це змушує всіх інших демонів втрачати надію, Байґуцзін розробляє план, щоб приборкати Короля Мавп, переодягнувшись у невинну красиву жінку.
Коли група стикається з переодягненим Байгуцзин, вона каже їм, що хотіла б подорожувати з ними. Однак Король Мавп бачить її ілюзії та атакує її, що призвело до її смерті. Це призводить до того, що монах Тан розсердився на мавпу за напад на нібито невинну жінку.
Група подорожує далі та виявляє маленьку дитину, яка стверджує, що втратила матір. Знову Король мавп бачить маскування демона й атакує її. Після битви між ними демон обманює його і вдається втекти, щоб вона могла замаскуватися літньою людиною перед ченцем Тангом. Коли Король мавп знову нападає на цю, здавалося б, невинну людину, Монах Тан захищає старого, дозволяючи демону втекти. Монах вирішує відмовитися від Короля Мавп як свого учня, і шляхи обох розходяться.

## Виробництво
Те Вей на той час був продюсером фільму «Havoc in Heaven» і директором Шанхайської студії анімаційних фільмів. У цей період він висловив зацікавленість у зйомці власного фільму, а колега-режисер Дін Сянь Янь згадував багато років потому, що «Було очевидно, що Те Вей хотів зняти повнометражний анімаційний фільм. Він попросив мене виконати його давнє бажання». Виробництво фільму почалося в 1982 році і завершилося в 1985 році. Спочатку він був створений як 5-серійний серіал, але був зведений до одного фільму. Значна частина художнього стилю залишилася вірною тому, що було встановлено Havoc in Heaven, але його «анімація мала більш делікатне зображення деталей дій персонажів і психології».

## Реліз
Фільм був показаний в рамках офіційного конкурсу Міжнародного фестивалю анімаційного кіно в Ансі 1987 року.
Ремастер фільму був випущений у квітні 2006 року на дводисковому спеціальному виданні DVD. Був адаптований до об’ємного звуку Dolby 5:1 і містить англійські субтитри.